# Tournoi de tennis de Suède (dames 1948)
Pour un article plus général, voir Tournoi de tennis de Suède.
Le tournoi de tennis de Suède est un tournoi de tennis. L'édition féminine 1948 se dispute à Båstad le 18 juillet 1948.
Hilde Sperling remporte le simple dames. En finale, elle bat Jadwiga Jędrzejowska.
L'épreuve de double voit quant à elle s'imposer Rita Anderson et Barbara Scofield.

## Résultats en simple

### Tableau final
|  |                      |  |   |   |   |
|  | Finale               |  |   |   |   |
|  |                      |  |   |   |   |
|  |                      |  |   |   |   |
|  | Hilde Sperling       |  | 8 | 0 | 6 |
|  | Hilde Sperling       |  | 8 | 0 | 6 |
|  | Jadwiga Jędrzejowska |  | 6 | 6 | 1 |

## Résultats en double

### Tableau final
|  |                                     |  |   |   |   |
|  | Finale                              |  |   |   |   |
|  |                                     |  |   |   |   |
|  |                                     |  |   |   |   |
|  | Rita Anderson Barbara Scofield      |  | 4 | 6 | 6 |
|  | Rita Anderson Barbara Scofield      |  | 4 | 6 | 6 |
|  | Britt Carlgren Jadwiga Jędrzejowska |  | 6 | 0 | 2 |